# Controllore (professione)
Il controllore o anche controllore di bordo è una persona che si occupa di verificare all'interno dei mezzi pubblici (treni, autobus o altri) sui quali è previsto il pagamento di un titolo di viaggio, il regolare pagamento del ticket da parte dei passeggeri, e di emettere contravvenzioni nei confronti dei passeggeri sprovvisti di titolo di viaggio o con titoli di viaggio non validi.